# 6 лютого
6 лютого — 37-й день року в григоріанському календарі. До кінця року залишається 328 днів (329 днів — у високосні роки).

## Свята і пам'ятні дні

### Міжнародні
- ООН: Міжнародний день нетерпимого ставлення до операцій, які калічать жіночі статеві органи[1]
- Міжнародний день барменів

### Національні
- Нова Зеландія: День Вайтанги
- Ямайка: День Народження Роберта Марлі.
- Саами: День саамського народу.
- Таджикистан: День міліції.

### Релігійні

#### Християнство
Католицька церква:
- День Святого Аманда
- День Святого Мела, небожа Святого Патріка.
- спомин св. Адальберта Нерихлевського, польського священника, закатованого в Освенцимі.[2]

 Православна церква:
- Преподобного Вукола, єпископа Смирнського.
- Преподобного  Варсонофія Великого та Іоана, пророка.
- Святителя Фотія, патріарха Константинопольського.
- Мучениць Дорофеї, Христини, Каллісти і мученика Феофіла
- Мучениці Фавсти, мучеників Євіласія і Максима.
- Мученика Юліана.
- Мучениць  Марфи, Марії та брата їх преподобномученика Ликаріона, юнака.

#### Растафаріанство
- День Народження Роберта Марлі.

## Події

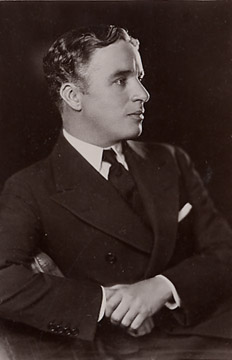
Чарлі Чаплін

- 1633 — Владислав IV коронований як Король Речі Посполитої.
- 1819 — султан Джохора Тенгку Абдул Рахман дозволив британцю Стемфорду Рафлзу створити торговий пункт у Сінгапурі.
- 1840 — за договором Вайтангі Нова Зеландія переходила під управління Великої Британії, а племена маорі отримували заступництво метрополії.
- 1900 — Олександр Попов вперше передав по радіо сигнал про лихо на морі.
- 1901 — у Парижі на вокзалах з'явились перші громадські телефони.
- 1922 — закінчилась Вашингтонська морська конференція щодо інтересів у Тихому океані та Східній Азії; США, Велика Британія, Франція, Італія та Японія уклали Вашингтонську угоду про обмеження морських озброєнь.
- 1925 — почала виходити перша українська піонерська газета «На зміну» (згодом — «Зірка»).

- 1931 — на екрани США вийшов фільм Чарлі Чапліна «Вогні великого міста».
- 1933 — підписання тристороннього договору між державами Малої Антанти.
- 1935 — у продаж вперше надійшла настільна гра «Монополія».
- 1936 — відкрилися Четверті зимові Олімпійські ігри в Гарміш-Партенкірхені, (Третій Рейх).
- 1938 — у Мурманській області розбився флагманський радянський дирижабль. 13 членів екіпажу загинули, 6 вижили.
- 1944 — прийнято постанову про повернення з евакуації до Києва Академії наук України.
- 1952 — на престол Об'єднаного Королівства Великої Британії та Північної Ірландії зійшла королева Єлизавета II з династії Віндзорів.
- 1958 — у Мюнхені розбився літак з футбольною командою «Манчестер Юнайтед» на борту («Малюки Басбі»). Серед 23 загиблих було вісім футболістів клубу, тренери, журналісти.
- 1958 — створено Спілку кінематографістів України.
- 1968 — відкрилися Десяті зимові Олімпійські ігри в Греноблі, (Франція).
- 1971 — у ході прогулянки по Місяцю американський астронавт Алан Шепард продемонстрував удар по м'ячику від гольфу.
- 1985 — Стів Возняк, співзасновник компанії Apple Computer, залишив компанію на знак протесту проти її перетворення в громіздке і малоефективне бюрократизоване підприємство.
- 1985 — компанія Microsoft оголосила про створення текстового процесора Word, призначеного для комп'ютерів IBM PC.
- 1992 — Україна встановила дипломатичні відносини з Буркіна-Фасо.
- 1996 — британську антарктичну станцію «Фарадей» передано українським полярникам. На її базі створено українську станцію «Академік Вернадський».
- 2004 — у Таїланді 357 парашутистів встановили рекорд з купольної акробатики — вони утворили в небі гігантську квітку, кольори якої відповідали кольорам прапора країни.
- 2004 — стався потужний вибух у вагоні поїзда між станціями «Автозаводська» і «Павелецька» московського метро. Загинуло 39 людей, поранено 120. В організації вибуху звинуватили чеченських сепаратистів.
- 2018 — з космодрому на мисі Канаверал фірма SpaceX успішно здійснила перший політ надважкого ракетоносія Falcon Heavy.
- 2023 — потужний землетрус у Туреччині та Сирії, понад 50000 загиблих

## Народились
Дивись також Категорія:Народились 6 лютого
- 1452 — Жуана Португальська, принцеса, католицька блаженна.
- 1665 — Анна Стюарт, англійська і шотландська королева.
- 1753 — Еваріст де Парні, французький поет.
- 1806 — Орест Новицький, український філософ, історик філософії, богослов.
- 1861 — Микола Зелінський, український хімік, винахідник протигаза.
- 1883 — Дмитро Григорович, авіаконструктор, творець першого гідролітака.
- 1903 — Юрій Шовкопляс, український письменник.
- 1911 — Рональд Рейган, 40-й президент США.
- 1913 — Мері Лікі, британська і кенійська антрополог та археолог.
- 1931 — Ріп Торн, американський кіноактор.
- 1932 — Франсуа Трюффо, французький кінорежисер.
- 1945 — Боб Марлі, ямайський композитор, співак.
- 1962 — Вільям Бейлі, американський співак
- 1978 — Олена Зеленська, шоста перша леді України.

## Померли

Наталя Забіла

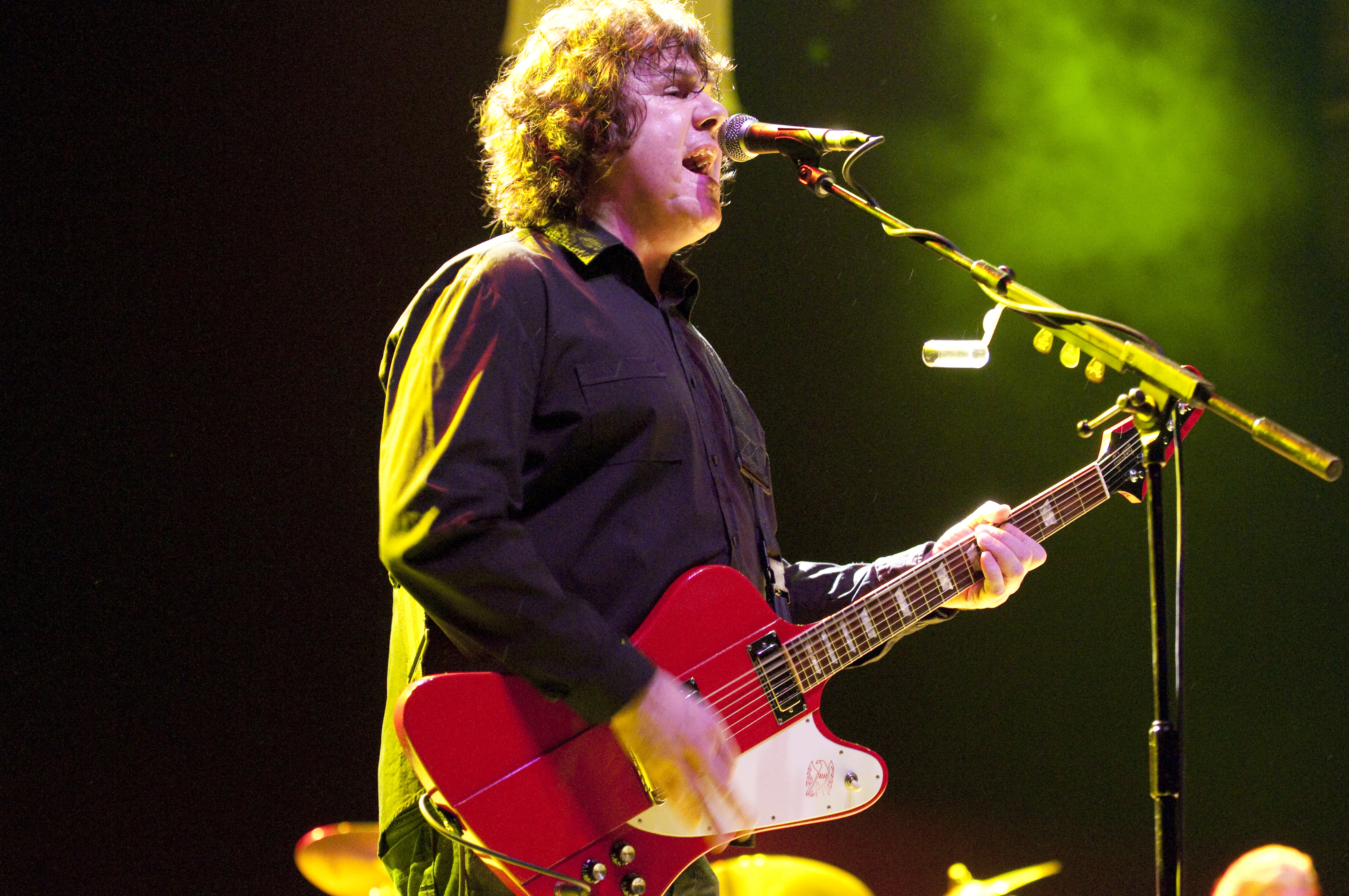
Ґері Мур

Дивись також Категорія:Померли 6 лютого
- 1515 — Альд Мануцій, італійський видавець та типограф, винахідник курсиву, крапки з комою й сучасного вигляду коми.
- 1685 — Карл II, король Англії, Франції, Шотландії й Ірландії.
- 1695 — Ахмед II, 21-й султан Османської імперії.
- 1793 — Карло Ґольдоні, італійський драматург («Слуга двох панів», «Хитра вдова», «Трактирниця»).
- 1804 — Джозеф Прістлі, англійський хімік і філософ.
- 1804 — Андрій Закревський, освітній діяч українського походження, директор Імператорської академії мистецтв, голова Медичної колегії. Син Генерального бунчужного Війська Запорозького Йосипа Закревського і Ганни Розумовської, племінник Олексія та Кирила Розумовських.
- 1833 — П'єр Андре Латрей, французький ентомолог.
- 1898 — Рудольф Лекарт, німецький зоолог, засновник паразитології.
- 1916 — Рубен Даріо, журналіст, дипломат і поет з Нікарагуа, відомий як «батько модернізму».
- 1918 — Густав Клімт, австрійський художник, видатний представник сецесії.
- 1923 — Едвард Емерсон Барнард, американський астроном.
- 1952 — Георг VI, Король Великої Британії.
- 1985 — Джеймс Гедлі Чейз, англійський письменник, автор популярних детективів.
- 1985 — Наталя Забіла, дитяча письменниця, поетеса («Ясоччина книжка», «Стояла собі хатка», «Перший крок»).
- 1989 — Барбара Такман, американський історик, письменник, журналіст, найбільше відома за книгою «Серпневі гармати».
- 1991 — Сальвадор Лурія, американський вірусолог і генетик, Нобелівський лауреат.
- 1998 — Фалько, австрійський попспівак.
- 2002 — Макс Перуц, англійський біохімік, Нобелівський лавреат 1962 року.
- 2011 — Ґері Мур, ірландський блюз-роковий гітарист, співак, автор пісень
- 2011 — Кен Олсен, американський інженер, засновник Digital Equipment Corporation, піонер комп'ютерної індустрії
- 2012 — Антоні Тапіес, каталонський живописець, скульптор, один з найвідоміших європейських художників і скульпторів другої половини XX століття